# Rumipamba (Rumiñahui)
Rumipamba ist eine von zwei Parroquias rurales („ländliches Kirchspiel“) im Kanton Rumiñahui der ecuadorianischen Provinz Pichincha. Die Parroquia Rumipamba besitzt eine Fläche von 42 km². Die Einwohnerzahl lag im Jahr 2010 bei 775. Die Parroquia Rumipamba wurde gemeinsam mit dem Kanton Rumiñahui am 31. Mai 1938 gegründet. Das Gebiet ist ländlich geprägt.

## Lage
Die Parroquia Rumipamba liegt in den Anden an der Ostflanke des 4200 m hohen Vulkans Pasochoa, bis zu dessen Gipfel das Gebiet im Südwesten reicht. Südöstlich erhebt sich der 4887 m hohe Vulkan Sincholahua. Der Oberlauf des Río Pita, ein Zufluss des Río Guayllabamba, fließt entlang der östlichen Verwaltungsgebietsgrenze nach Norden. Das Verwaltungszentrum Rumipamba befindet sich auf einer Höhe von 3000 m, 12,5 km südlich vom Kantonshauptort Sangolquí sowie 26 km südsüdöstlich vom Stadtzentrum der Hauptstadt Quito.
Die Parroquia Rumipamba grenzt im Norden an Sangolquí, im Osten an die Parroquia Píntag (Kanton Quito), im Süden und im Südwesten an die Parroquias Machachi und Tambillo (beide im Kanton Mejía) sowie im Westen an die Parroquia Cotogchoa.